# Каденко Володимир Михайлович
Каде́нко Володи́мир Михайло́вич (*29 липня 1953, Київ) — письменник, бард, поет, перекладач.
Почав пісенну творчість у шістнадцятирічному віці. Як і всі київські автори того часу, пише російськомовні тексти. Турист (Урал, Східні Саяни, Кавказ, Памір, Далекий Схід), працював інструктором-методистом на дитячій туристичній станції. 
У 1981 році закінчив факультет романо-германської філології КНУ ім. Т. Шевченка. Працював в Українському центрі туризму та краєзнавства учнівської молоді, згодом - редактором відділу поезії журналу «Радуга» (Київ).
Визнаний автор, учасник руху КСП, співпрацює з КСП в ДК «Арсенал» на Московській площі з початку його діяльності. У 1974 році його пісня «Зима» здобула спеціальний приз журі Грушинського фестивалю. Разом з арсеналівцями у 1986 році у зоні відчуження давав концерти для учасників ліквідації аварії на ЧАЕС.
За майже півстоліття творчої діяльності Володимир Каденко здобув декілька літературних відзнак: «Літературна скарбниця» Спілки письменників, Міжнародна премія «Висота» у жанрі прози та Літературна премія ім. Юрія Долгорукого. Учасник багатьох фестивалів авторської пісні, бажаний гість для російськомовної авдиторії як близького, так і далекого зарубіжжя, запрошується й очолює журі поетичних та пісенних конкурсів.
Наприкінці 1990-х почав співпрацю з видавництвом Дух і літера, переклав українською віршовані «Паризькі казки» П'єра Гріпарі, також перекладав наукові праці французького славіста Жоржа Ніва, комедії Жоржа Фейдо у перекладі В. Каденка були поставлені Театром російської драми ім. Лесі Українки, а дві його власні п'єси — в Театрі пластичної драми на Печерську. В 1998 році вийшла книга «Християнські вимоги в політиці» Шарля Журне в російському перекладі Каденка.
Від народження живе в Києві, рідному місту присвятив пісні «Владимирская горка» (Володимирська гірка), «Когда зацветает сирень…» Відомий також пісенний цикл, присвячений Карпатам. Автор декількох поетичних збірок, в тому числі, вінця сонетів. Схильний Володимира Михайловича до літературних містифікацій, якими (принаймні частково) є його переклади народних пісень та віршів Сулеймана Пишного (цілий пісенний цикл створений на слова Сулеймана Великолепного).
Напочатку 2000-х років Володимир Каденко одружився з поетесою та виконавицею пісень Юлією Вєрєтєнніковою. У 2002-му у них народилась донька.
Старший син Володимира Каденка від першого шлюбу — Сергій є учасником багатьох творчих колективів («ДЗД», «Рун», «Деруни», етнічний ансамбль «Царина»), вокаліст, мультиінструменталіст (клавішні, флейта, акустична гітара). Гурт «День Захисту Дітей» почав концертну діяльність іще в 2000 році (Сергій був у тому першому складі), їх творчість цікава тим, що тексти пропагують здоровий та тверезий спосіб життя, музиканти застерігають молодь від ризикованої саморуйнівної поведінки.